# Tanavelle
Tanavelle est une commune française située dans le département du Cantal, en région Auvergne-Rhône-Alpes.

## Géographie

### Localisation
Le village est situé sur la planèze de Saint-Flour, haut plateau formé par l'ancien volcan du Cantal.

### Communes limitrophes
Tanavelle est limitrophe de cinq autres communes.
À l'est, son territoire est distant d'environ 400 mètres de celui de Saint-Flour.
Les communes limitrophes sont Paulhac, Roffiac, Les Ternes, Valuéjols et Villedieu.
| Valuéjols | Roffiac    |           |
| Paulhac   | Tanavelle  | Villedieu |
|           | Les Ternes |           |

### Climat
Pour des articles plus généraux, voir Climat d'Auvergne-Rhône-Alpes et Climat du Cantal.
En 2010, le climat de la commune est de type climat océanique altéré, selon une étude du CNRS s'appuyant sur une série de données couvrant la période 1971-2000. En 2020, Météo-France publie une typologie des climats de la France métropolitaine dans laquelle la commune est exposée à un climat de montagne ou de marges de montagne et est dans la région climatique  Ouest et nord-ouest du Massif Central, caractérisée par une pluviométrie annuelle de 900 à 1 500 mm, maximale en automne et en hiver. 
Pour la période 1971-2000, la température annuelle moyenne est de 7,7 °C, avec une amplitude thermique annuelle de 15,9 °C. Le cumul annuel moyen de précipitations est de 879 mm, avec 10,5 jours de précipitations en janvier et 7,1 jours en juillet. Pour la période 1991-2020, la température moyenne annuelle observée sur la station météorologique de Météo-France la plus proche, sur la commune de Valuéjols à 6 km à vol d'oiseau, est de 8,7 °C et le cumul annuel moyen de précipitations est de 892,1 mm,. Pour l'avenir, les paramètres climatiques de la commune estimés pour 2050 selon différents scénarios d'émission de gaz à effet de serre sont consultables sur un site dédié publié par Météo-France en novembre 2022.

## Urbanisme

### Typologie
Au 1er janvier 2024, Tanavelle est catégorisée commune rurale à habitat dispersé, selon la nouvelle grille communale de densité à 7 niveaux définie par l'Insee en 2022.
Elle est située hors unité urbaine. Par ailleurs la commune fait partie de l'aire d'attraction de Saint-Flour, dont elle est une commune de la couronne,. Cette aire, qui regroupe 36 communes, est catégorisée dans les aires de moins de 50 000 habitants,.

### Occupation des sols
L'occupation des sols de la commune, telle qu'elle ressort de la base de données européenne d’occupation biophysique des sols Corine Land Cover (CLC), est marquée par l'importance des territoires agricoles (95,2 % en 2018), une proportion identique à celle de 1990 (95,2 %). La répartition détaillée en 2018 est la suivante : 
prairies (56,9 %), zones agricoles hétérogènes (38,3 %), milieux à végétation arbustive et/ou herbacée (2,2 %), zones urbanisées (1,9 %), forêts (0,7 %). L'évolution de l’occupation des sols de la commune et de ses infrastructures peut être observée sur les différentes représentations cartographiques du territoire : la carte de Cassini (XVIIIe siècle), la carte d'état-major (1820-1866) et les cartes ou photos aériennes de l'IGN pour la période actuelle (1950 à aujourd'hui).

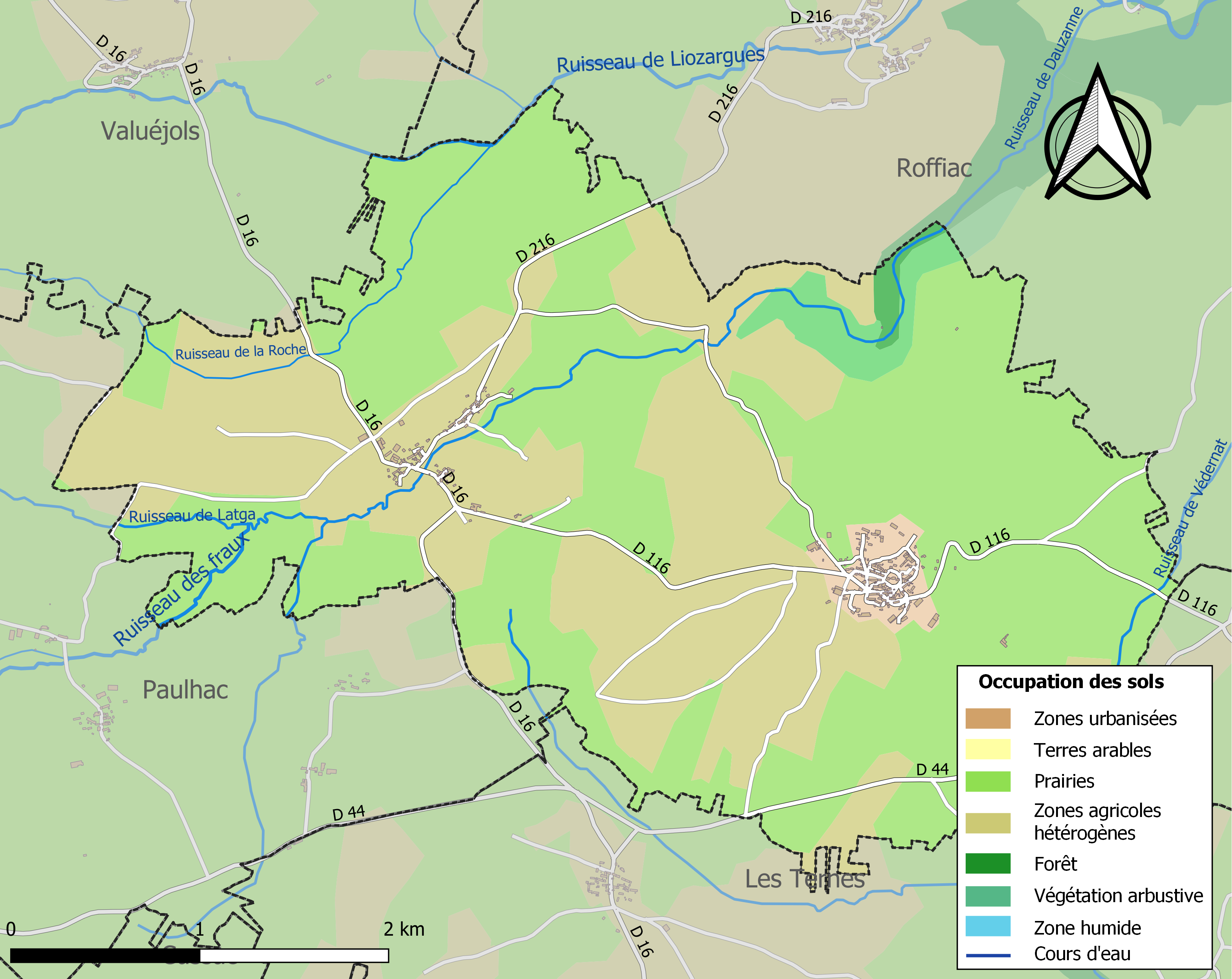
Carte des infrastructures et de l'occupation des sols de la commune en 2018 (CLC).

### Habitat et logement
En 2018, le nombre total de logements dans la commune était de 142, alors qu'il était de 139 en 2013 et de 136 en 2008.
Parmi ces logements, 72 % étaient des résidences principales, 16,8 % des résidences secondaires et 11,2 % des logements vacants. Ces logements étaient pour 93 % d'entre eux des maisons individuelles et pour 7 % des appartements.
Le tableau ci-dessous présente la typologie des logements à Tanavelle en 2018 en comparaison avec celle du Cantal et de la France entière. Une caractéristique marquante du parc de logements est ainsi une proportion de résidences secondaires et logements occasionnels (16,8 %) inférieure à celle du département (20,4 %) mais supérieure à celle de la France entière (9,7 %). Concernant le statut d'occupation de ces logements, 74,8 % des habitants de la commune sont propriétaires de leur logement (71,7 % en 2013), contre 70,4 % pour le Cantal et 57,5 pour la France entière.
| Typologie                                               | Tanavelle | Cantal | France entière |
| ------------------------------------------------------- | --------- | ------ | -------------- |
| Résidences principales (en %)                           | 72        | 67,7   | 82,1           |
| Résidences secondaires et logements occasionnels (en %) | 16,8      | 20,4   | 9,7            |
| Logements vacants (en %)                                | 11,2      | 11,9   | 8,2            |

## Histoire
Situé avec le bourg sur l'une des deux hauteurs qui dominent de plusieurs dizaines de mètres la planèze, il y avait un château fort qui a donné le nom à une famille importante attestée en 1160. Le château fut rasé en 1572 par ordre du roi car il n'était plus en état de soutenir un siège.

## Politique et administration
| Période                                  | Période  | Identité          | Étiquette | Qualité |
| ---------------------------------------- | -------- | ----------------- | --------- | ------- |
| Les données manquantes sont à compléter. |          |                   |           |         |
|                                          |          |                   |           |         |
| mars 2001                                | En cours | Gilbert Chevalier | DVD       | Cadre   |

## Population et société

### Démographie

#### Évolution démographique
L'évolution du nombre d'habitants est connue à travers les recensements de la population effectués dans la commune depuis 1793. Pour les communes de moins de 10 000 habitants, une enquête de recensement portant sur toute la population est réalisée tous les cinq ans, les populations de référence des années intermédiaires étant quant à elles estimées par interpolation ou extrapolation. Pour la commune, le premier recensement exhaustif entrant dans le cadre du nouveau dispositif a été réalisé en 2007.

En 2022, la commune comptait 220 habitants, en évolution de −7,56 % par rapport à 2016 (Cantal : −1,08 %, France hors Mayotte : +2,11 %).
| 1793 | 1800 | 1806 | 1821 | 1831 | 1836 | 1841 | 1846 | 1851 |
| ---- | ---- | ---- | ---- | ---- | ---- | ---- | ---- | ---- |
| 705  | 563  | 678  | 676  | 674  | 617  | 513  | 508  | 520  |

| 1856 | 1861 | 1866 | 1872 | 1876 | 1881 | 1886 | 1891 | 1896 |
| ---- | ---- | ---- | ---- | ---- | ---- | ---- | ---- | ---- |
| 466  | 454  | 408  | 421  | 450  | 405  | 437  | 423  | 475  |

| 1901 | 1906 | 1911 | 1921 | 1926 | 1931 | 1936 | 1946 | 1954 |
| ---- | ---- | ---- | ---- | ---- | ---- | ---- | ---- | ---- |
| 410  | 403  | 389  | 379  | 380  | 346  | 336  | 309  | 300  |

| 1962 | 1968 | 1975 | 1982 | 1990 | 1999 | 2006 | 2007 | 2012 |
| ---- | ---- | ---- | ---- | ---- | ---- | ---- | ---- | ---- |
| 270  | 259  | 240  | 213  | 219  | 250  | 251  | 251  | 240  |

| 2017 | 2022 | - | - | - | - | - | - | - |
| ---- | ---- | - | - | - | - | - | - | - |
| 234  | 220  | - | - | - | - | - | - | - |

#### Pyramide des âges
En 2018, le taux de personnes d'un âge inférieur à 30 ans s'élève à 29,4 %, soit un taux supérieur à la moyenne départementale (27,0 %). À l'inverse, le taux de personnes d'un âge supérieur à 60 ans (29,6 %) est inférieur au taux départemental (35,5 %).
En 2018, la commune comptait 116 hommes pour 113 femmes, soit un taux de 50,66 % d'hommes, supérieur au taux départemental (48,87 %).
Les pyramides des âges de la commune et du département s'établissent comme suit :
| Hommes | Classe d’âge | Femmes |
| ------ | ------------ | ------ |
| 0,9    | 90 ou +      | 0,9    |
| 4,3    | 75-89 ans    | 9,7    |
| 20,5   | 60-74 ans    | 23,1   |
| 21,2   | 45-59 ans    | 21,1   |
| 20,8   | 30-44 ans    | 18,8   |
| 15,0   | 15-29 ans    | 12,0   |
| 17,3   | 0-14 ans     | 14,4   |

| Hommes | Classe d’âge | Femmes |
| ------ | ------------ | ------ |
| 1,2    | 90 ou +      | 3,1    |
| 10,1   | 75-89 ans    | 13,5   |
| 22,9   | 60-74 ans    | 22,6   |
| 21,8   | 45-59 ans    | 20,5   |
| 16,1   | 30-44 ans    | 15,2   |
| 13,8   | 15-29 ans    | 11,9   |
| 14,2   | 0-14 ans     | 13,3   |

## Culture locale et patrimoine

### Lieux et monuments
- L'église Sainte-Foy[18] recèle un retable daté de 1731 représentant l'Adoration des Mages, classé au titre des monuments historiques en 1984[19]

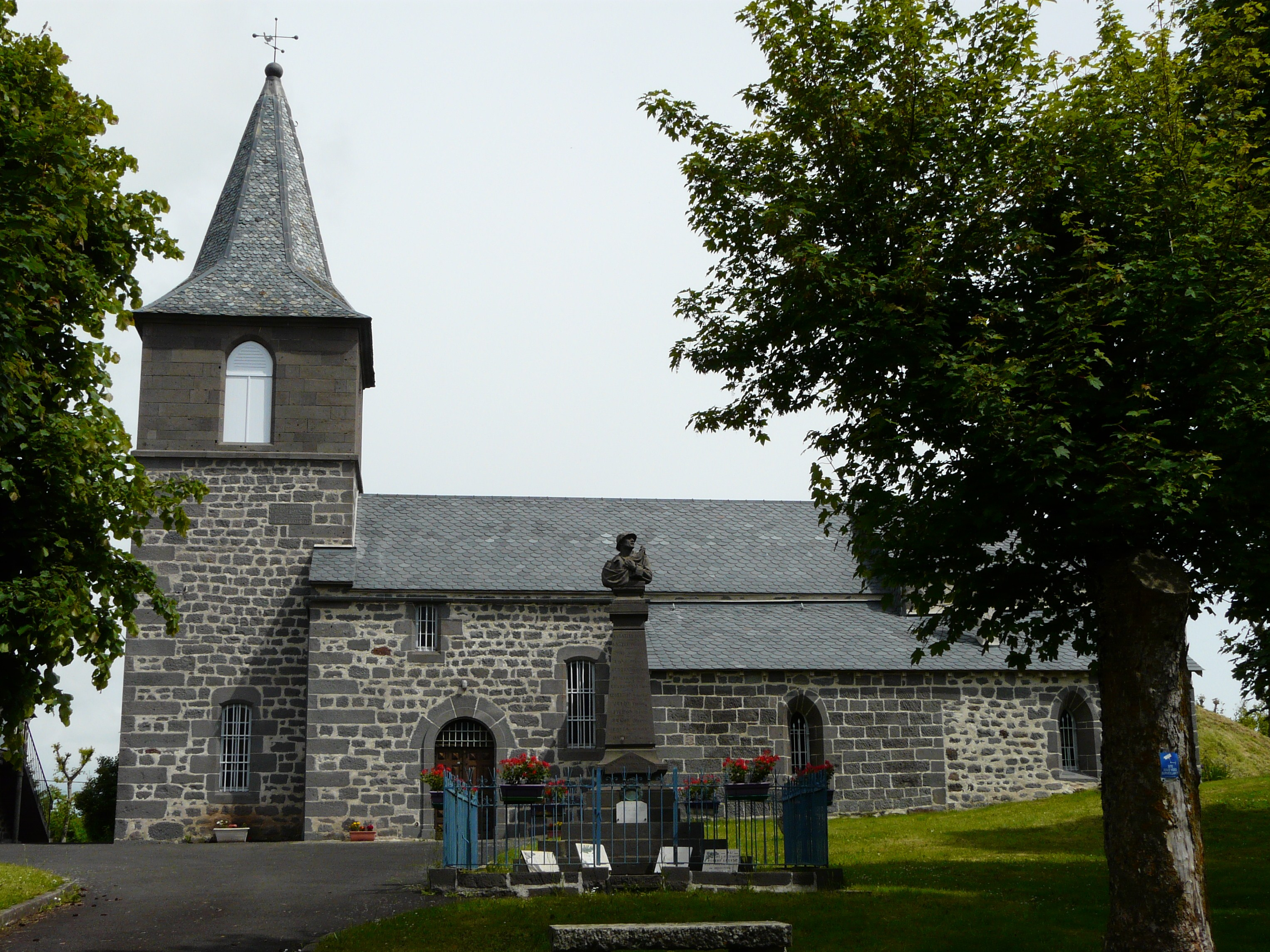
L'église.
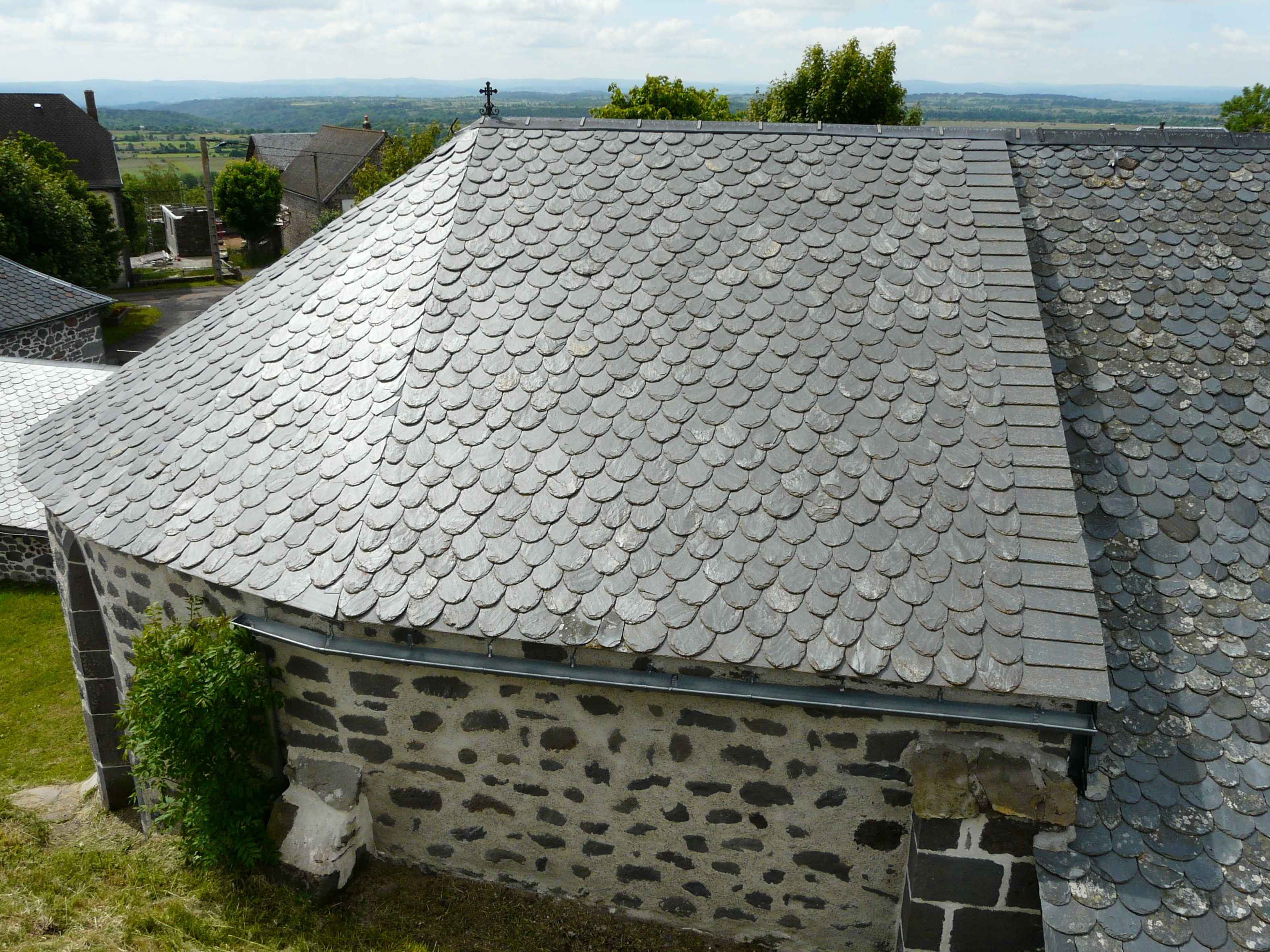
Son chevet.